# Merethe Lindstrøm
Merethe Lindstrøm (Bergen, 26 de mayo de 1963) es una escritora noruega de novela, relato corto y literatura infantil galardonada en 2008 con el premio Dobloug y en 2012 con el Premio de Literatura del Consejo Nórdico. Debutó con la serie de cuentos Sexorcisten og andre fortellinger en 1983, y además de autora ha sido cantante en varias bandas de rock en Oslo y Berlín.